# Árbol-B*
Un árbol-B* es una estructura de datos de árbol, una variante de Árbol-B utilizado en los sistemas de ficheros HFS y Reiser4, que requiere que los nodos no raíz estén por lo menos a 2/3 de ocupación en lugar de 1/2. Para mantener esto los nodos, en lugar de generar inmediatamente un nodo cuando se llenan, comparten sus claves con el nodo adyacente. Cuando ambos están llenos, entonces los dos nodos se transforman en tres. También requiere que la clave más a la izquierda no sea usada nunca. 
No se debe confundir un árbol-B* con un árbol-B+, en el que los nodos hoja del árbol están conectados entre sí a través de una lista enlazada, aumentando el coste de inserción para mejorar la eficiencia en la búsqueda.
- Datos: Q1936252